# Risurrezione (opera)
Risurrezione è un'opera in quattro atti del compositore Franco Alfano. Il libretto fu scritto da Cesare Hanau dal romanzo Resurrezione (in lingua russa Воскресение) di Leo Tolstoy. La prima rappresentazione ebbe luogo il 30 novembre 1904, al Teatro Vittorio Emanuele, Torino.
In questa opera Alfano cercò di seguire le tendenze musicali veriste, ma si distinse per una maggiore varietà orchestrale e timbrica. Ottenne un successo duraturo, tanto da arrivare alle 1000 rappresentazioni nel 1951.

## Ruoli
| Personaggio                                                                          | Voce                    | Cast prima, 30 novembre 1904 (Direttore: Tullio Serafin ) |
| ------------------------------------------------------------------------------------ | ----------------------- | --------------------------------------------------------- |
| Katerina Mihaylovna, detta Katyusha                                                  | soprano                 | Elvira Magliulo                                           |
| Principe Dimitri Ivanovich Nehlyudov                                                 | tenore                  | Oreste Mieli                                              |
| Sofia Ivanovna, sua zia                                                              | mezzosoprano            | Elvira Ceresoli-Salvatori                                 |
| Matryona Pavlovna, governante                                                        | contralto               |                                                           |
| Simonson Ivanovich, detenuto politico                                                | baritono                | Angelo Scandiani                                          |
| Anna, vecchia contadina                                                              | contralto               |                                                           |
| Korablyova, prigioniera                                                              | contralto               |                                                           |
| serva                                                                                | contralto               |                                                           |
| Vera, detenuta politica                                                              | mezzosoprano            |                                                           |
| Fenyichka, prigioniera                                                               | soprano                 |                                                           |
| Ragazza gobba, prigioniera                                                           | contralto               |                                                           |
| Ragazza dai capelli rossi, prigioniera                                               | mezzosoprano            | Elvira Ceresoli-Salvatori                                 |
| Krilycov, prigioniero politico                                                       | basso                   | José Beckmans                                             |
| Capo delle guardie                                                                   | basso                   |                                                           |
| Guardia                                                                              | baritono                |                                                           |
| Ferroviere                                                                           | baritono                |                                                           |
| Ufficiale                                                                            | tenore                  |                                                           |
| Una donna                                                                            | soprano                 |                                                           |
| Muzhik                                                                               | baritono                |                                                           |
| Due contadini                                                                        | bassi                   |                                                           |
| Tre prigioniere                                                                      | 2 soprano / 1 contralto |                                                           |
| Kozak                                                                                | baritono                |                                                           |
| Coro di chiesa, contadini, prigioniere, prigionieri politici, ragazzine di otto anni |                         |                                                           |

## Trama
Ambientazione: Russia e Siberia alla fine del XIX secolo

### Atto I
Dimitri, di ritorno per la notte di Pasqua nella casa della zia Sofia, prima di partire per la guerra contro i Turchi, vi ritrova la giovane orfana Katiusha Lubova; l'amore già sbocciato in passato tra i due ora rinasce più forte, ed ella si abbandona al principe. 

### Atto II
La stazione di una piccola città. Katiusha, ora in stato di gravidanza, è stata cacciata di casa. Aspetta con ansia per il principe Dimitri, che dovrebbe transitare per la stazione. Ma quando lo vede arrivare in compagnia di un'altra donna, non ha il coraggio di andargli incontro e rimane nascosta fino a quando il treno riparte, con il cuore trafitto dal dolore.

### Atto III
Carcere a San Pietroburgo. Katiusha, affranta dall'incuranza di Dimitri e dalla morte del suo bambino, inizia a prostituirsi. Suo malgrado viene coinvolta in un crimine e, nonostante la sua innocenza, viene condannata per omicidio e alla deportazione in Siberia. Prima che parta, Dimitri, che aveva fatto parte della giuria che l'aveva condannata, preso dal rimorso, va a trovarla in prigione e si offre di sposarla per salvarle la vita. Katiusha, tuttavia, è in un tale stato di disperazione che rifiuta l'offerta.

### Atto IV
Sulla strada per la Siberia. Katiusha è diventata di nuovo se stessa, la brava ragazza dolce dei tempi passati. Ha trovato la volontà di vivere dando conforto alle colleghe deportate, con l'aiuto di Simonson, un detenuto politico che la ama e la sostiene in ogni cosa. Dimitri, che l'ha seguita, ora vuole sposarla ad ogni costo, e riesce a intercedere per la sua libertà. Ma Katiusha, anche se lei lo ama ancora con tutta l'anima, rifiuta, intuendo che solo se entrambi rinunciano al loro matrimonio e al reciproco amore potranno salvarsi e redimersi.

## Arie famose
- Si, la ravviso la mia cara stanza – Arioso di Dimitri (Atto I)
- Qualcun giù in giardino?... È Katiusha!...  – Duetto Katiusha e Dimitri (Atto I)
- Dio pietoso, fa ch'ei venga alfin – Aria di Katiusha (Atto II)
- Piangi, si, piangi  – Arioso di Dimitri (Atto III)
- Quando la vidi, una voce mi disse  – Aria di Simonson (Atto IV)
- Ed ora, va... parti!... Son felice!!! – Finale duetto di Katiusha e Dimitri (Atto IV)

## Orchestrazione
3 Flauti (1 piccolo) / 3 oboi (1 corno inglese) / 3 clarinetti (1 clarinetto basso) / 2 fagotti / 1 controfagotto
4 corni / 3 trombe / 3 tromboni / 1 tuba
timpani /  (cimbali / triangolo / grancassa) / campane tubolari / xilofono / celesta / 2 arpe / pianoforte
violini / viole / violoncelli / contrabbassi